# Nachbarschaft (Norditalien)
Eine Nachbarschaft (ital. vicìnia, von lat. mittelalterlich Nachbarschaft) war im Mittelalter eine besondere Art von Landwirtschaftsgemeinde der norditalienischen Alpen- und Voralpenregionen (Lombardei, Trentino-Südtirol, Friaul usw., aber auch im nachmaligen Kanton Tessin, der im Mittelalter zur Lombardei gehörte), die mit gemeinsamen Wäldern und Weiden ausgestattet war und von der örtlichen Versammlung verwaltet wurde. Gleichnamige Personenverbände zur Nutzung und Pflege gemeinsamer Güter gab es auch im Kanton Graubünden (siehe Nachbarschaft (Graubünden)).

## Geschichte

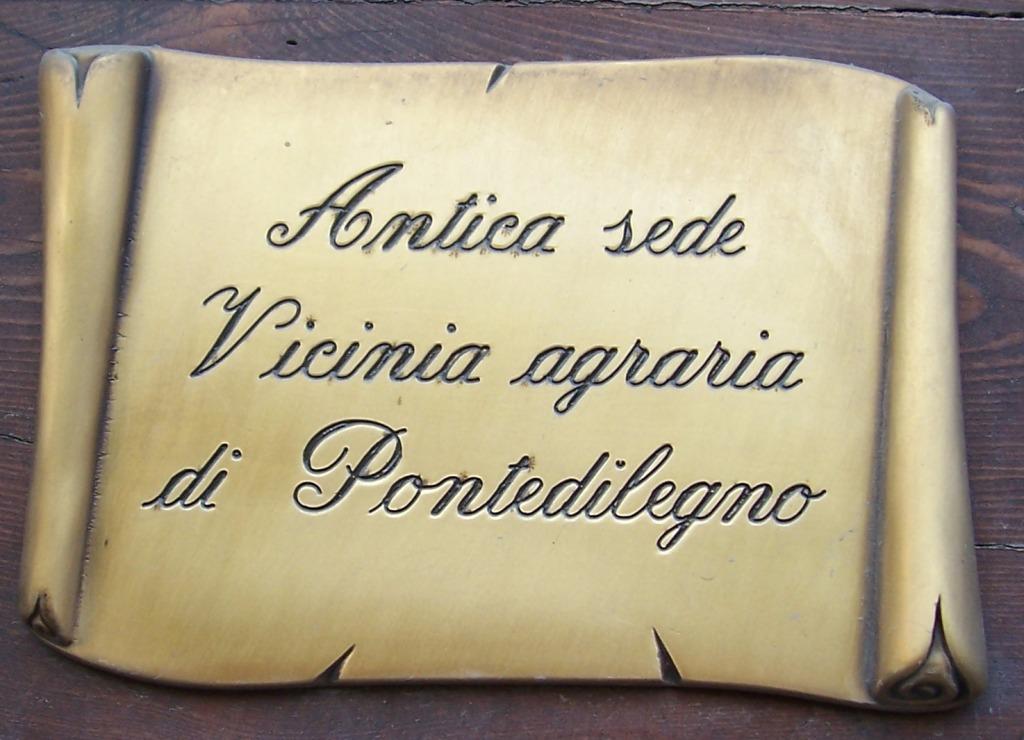
Die Nachbarschaft der Lombardei hatte ihren Sitz in Ponte di Legno.

Im Mittelalter war die Vicinia der Ort, an dem sich das tägliche Leben abspielte, oft mit einer Kirche, nach der sie benannt war, und Geschäften. Dort lebten Familien über Generationen hinweg, unabhängig von der sozialen Schicht, es war eine „Keimzelle für dichte soziale Solidarität“. An den Nachbarschaftsversammlungen wurden die Regeln der Gemeinschaft diskutiert und beschlossen. Diese Versammlungen hießen vicinanze, università agrarie oder terrazzani.
Der Begriff vicinia hatte je nach Kontext unterschiedliche Bedeutungen: In städtischen Gebieten, wie in Brescia oder Bergamo, bezeichnete er eine Art Nachbarschaftsausschuss. In ländlichen Gebieten war es eine Art Dorfverwaltung. Die Vicinia San Pancrazio in Bergamo hat eine Fülle von Dokumenten bewahrt, die es ermöglichen, die Entwicklung dieser Form der städtischen Gesellschaft im Laufe der Zeit zu rekonstruieren.
Es war üblich, die ursprünglichen Bewohner eines Ortes als „Nachbarn“ zu betrachten. Sie waren die Nachkommen von Familien, die „von alters her“ in diesem Ort lebten. Diesen Alteingesessenen standen die Zuzogenen und Hintersässen gegenüber.
Beispiele für städtische Nachbarschaften sind die Vicinie della Valcamonica und einige sogenannte magnifiche comunità ‚herausragende Gemeinden‘ wie die Magnifica Comunità di Cadore, die Magnifica Comunità di Folgaria, die Magnifica Comunità di Fiemme (Talgemeinde Fleims) und La Magnifica Comunità di Locarno.